# Théorème de représentation de Riesz (Fréchet-Riesz)
Pour les articles homonymes, voir Théorème de Riesz.
En mathématiques, plus précisément en analyse fonctionnelle, le théorème de représentation de Riesz, en l'honneur du mathématicien Frigyes Riesz, est un théorème qui représente les éléments du dual d'un espace de Hilbert comme produit scalaire par un vecteur de l'espace.
Ce théorème est aussi parfois appelé théorème de Fréchet-Riesz (à ne pas confondre avec le théorème de Riesz-Fréchet-Kolmogorov). Il s'apparente singulièrement au théorème de Lax-Milgram qui englobe l'énoncé ci-dessous. Pour tout vecteur y d'un espace de Hilbert H, la forme linéaire qui à x associe ⟨y, x⟩ est continue sur H (sa norme est égale à celle de y, d'après l'inégalité de Cauchy-Schwarz). Le théorème de Riesz énonce la réciproque : toute forme linéaire continue sur H s'obtient de cette façon.

## Énoncé
Soient :
- H un espace de Hilbert (réel ou complexe)[2] muni de son produit scalaire hermitien noté ⟨∙, ∙⟩ ;
- f ∈ H' une forme linéaire continue sur H.

Alors il existe un unique y dans H tel que pour tout x de H on ait f(x) = ⟨y, x⟩.

## Démonstration
On sait déjà — comme rappelé en introduction et démontré dans le § « Structure du dual » de l'article sur les espaces préhilbertiens — que l'application R-linéaire (semi-linéaire dans le cas complexe)
est injective (et même isométrique). Cette injectivité se traduit par l'unicité de y pour tout f.
On peut remarquer que si H est de dimension finie, la surjectivité — c'est-à-dire l'existence de y pour tout f — s'en déduit, puisque l'espace dual H' est alors de même dimension sur R que H.
Démontrons à présent l'existence de y, sans hypothèse de dimension.
Si f est la forme nulle, il suffit de choisir y = 0.
Supposons que f n'est pas identiquement nulle. Son noyau ker f est alors un hyperplan, or il est fermé (par continuité de f). D'après le théorème du supplémentaire orthogonal d'un fermé dans un espace de Hilbert, l'orthogonal de cet hyperplan est donc une droite vectorielle qui lui est supplémentaire. Soit b un vecteur de cette droite tel que f(b) = 1. Pour y = b/‖b‖2, les deux formes linéaires f et ⟨y, ∙⟩ coïncident non seulement sur ker f = b⊥ mais aussi en b, donc partout.

## Extension aux formes bilinéaires
Si a est une forme bilinéaire continue sur un espace de Hilbert réel H (ou une forme sesquilinéaire complexe continue sur un Hilbert complexe), alors il existe une unique application A de H dans H telle que, pour tout (u, v) ∈ H × H, on ait a(u, v) = ⟨Au, v⟩.
De plus, A est linéaire et continue, de norme égale à celle de a.
Cela résulte immédiatement de l'isomorphisme canonique (isométrique) entre l'espace normé des formes bilinéaires continues sur H × H et celui des applications linéaires continues de H dans son dual, et de l'isomorphisme ci-dessus entre ce dual et H lui-même.